# Santa Rosa Cieneguillo Norte
Santa Rosa Cieneguillo Norte es un caserío peruano ubicado en el distrito de Sullana, perteneciente a la provincia homónima del departamento de Piura, al norte del Perú. 

## Ubicación
Santa Rosa Cieneguillo Norte se ubica al oeste de la provincia de Sullana, en el distrito homónimo, en el departamento de Piura. 

## Demografía
En 2017 Santa Rosa Cieneguillo Norte tenía una población de 280 habitantes.
| Gráfica de evolución demográfica de Santa Rosa Cieneguillo Norte entre 1993 y 2017 |
|                                                                                    |
| Fuentes: Población 1993 y 2017                                                     |